# Keigo Minoshima
Keigo Minoshima (jap. 蓑島 圭悟, Minoshima Keigo; * 24. August 1996 in Obihiro, Hokkaidō) ist ein japanischer Eishockeyspieler, der seit 2022 für die Yokohama Grits in der Asia League Ice Hockey spielt.

## Karriere
Keigo Minoshima begann mit dem Eishockey an der Shirkaba-Gakuen-Oberschule, für deren Team er bereits als 16-Jähriger in der Japan Ice Hockey League spielte. Seit Aufnahme eines Studiums an der Chūō-Universität 2014, spielte er für deren Team. Nach Abschluss seines Studiums zog es ihn 2018 nach Finnland, wo er eine Spielzeit bei Järvenpään Haukat in der Suomi-sarja auf dem Eis stand. Anschließend kehrte er nach Japan zurück und spielte für die East Hokkaidō Cranes in der Asia League Ice Hockey. Nachdem die Liga wegen der COVID-19-Pandemie von 2020 bis 2022 ausgesetzt hatte, schloss er sich mit Wiederaufnahme des Ligabetriebs dem Liganeuling Yokohama Grits an.

### International
Für Japan nahm Minoshima im Juniorenbereich an den U18-Weltmeisterschaften 2013 und 2014, als er zum besten Spieler seiner Mannschaft gewählt wurde, sowie der U20-Weltmeisterschaft 2015 jeweils in der Division I teil. Mit der Japanischen Studentenauswahl, die er als Mannschaftskapitän anführte, spielte er zudem bei der Winter-Universiade 2019 in Krasnojarsk.
Für das japanische Herren-Team war er bei den Weltmeisterschaften 2015, 2017, 2019 und 2022 in der Division I aktiv. Bei den Winter-Asienspielen 2017 in Sapporo belegte er mit seiner Mannschaft hinter Kasachstan und Südkorea den dritten Platz. Zudem nahm er an den Olympiaqualifikationen für die Winterspiele 2018 in Pyeongchang und 2022 in Peking teil.

## Erfolge und Auszeichnungen
- 2017 Bronzemedaille bei den Winter-Asienspielen

## Asia-League-Statistik
(Stand: Ende der Saison 2022/23)